# Cláudia Coutinho
Cláudia Fabiana Vieira mais conhecida como Cláudia Coutinho (São Luís, 04 de março de 1970),  é uma política brasileira, filiada ao PDT.
Foi vereadora de Caxias pelo PTB, no período de 2005 a 2008 e, nas eleições de 2022, foi eleita deputada estadual pelo Maranhão.
Foi primeira-dama do município de Matões, sendo casada com o ex-prefeito Ferdinando Araújo Coutinho, irmão do ex-deputado Humberto Coutinho e cunhado de Cleide Coutinho.